# Else von Löwis
Adelheid Klementine Pauline Elisabeth von Löwis of Menar (* 8. August 1880 in Heidelberg; † 19. Mai 1961 in Mauren,) geborene Freiin von Dusch war eine NS-Frauenschaftsführerin im Kreis Böblingen, Gutsherrin des Hofguts Mauren bei Ehningen und Kulturreferentin der Stadt Stuttgart, die sich mit einem persönlichen Brief an den Reichsführer SS Heinrich Himmler gewandt hat und sich gegen die Kinder-Euthanasie in der Tötungsanstalt Grafeneck äußerte.

## Leben
Die auch als Else von Löwis bekannte Adelheid war die Tochter des Badischen Staatsministers Alexander Freiherr von Dusch (1851–1923). Sie war mit dem aus dem schottisch-baltischen Adelsgeschlecht Löwis of Menar stammenden Regierungsassistenten Karl Reinhold Max von Löwis of Menar (1877–1914) verheiratet. Ihre drei Kinder waren Adelheid (1907–2000; von 1935 bis 1938 verheiratet mit dem Unternehmer Albert Reimann), Oskar (* 1909) und Alexander (1911–1982) von Löwis of Menar.

## Ihr Brief
In der Öffentlichkeit wurde um 1940 bekannt, dass das vormalige Jagdschloss Grafeneck zu einer Tötungsanstalt Grafeneck umgestaltet worden war. Täglich kamen die „Grauen“, gemeint waren die grauen Busse, und brachten neue „Patienten“. Die Erkenntnisse über das Vorgehen auf Schloss Grafeneck führten in der Bevölkerung, aber auch in Teilen der NSDAP, zu empörten Reaktionen. Eine davon war der Brief der württembergischen Gutsherrin und NS-Frauenschaftsführerin Else von Löwis. Der im November 1940 von ihr verfasste Brief gelangte über die Ehefrau des Obersten Richters der NSDAP Walter Buch an den Reichsführer SS und Chef der Sicherheitspolizei Heinrich Himmler. In ihren Eingangsworten unterstrich sie ihre Treue zum Nationalsozialismus, beschrieb ihre persönlichen Beweggründe und hob die Empörung in der örtlichen Bevölkerung hervor. Sie sprach sich nicht grundsätzlich gegen die Euthanasie aus, forderte aber, dass das Recht, über Tod und Leben zu entscheiden, „gesetzlich streng festgelegt und mit höchster Gewissenhaftigkeit ausgeübt wird, wenn nicht den gefährlichsten Leidenschaften und dem Verbrechen Tür und Tor geöffnet werden soll“. Von jeher sei es eine beliebte Methode gewesen, sich unbequemer Verwandtschaft dadurch zu entledigen, dass man sie für verrückt erklärt und im Irrenhaus untergebracht habe. Weiter schrieb sie:

„Sie wissen sicher von den Maßnahmen, durch die wir uns zur Zeit der unheilbar Geisteskranken entledigen, aber vielleicht haben Sie doch keine rechte Vorstellung davon, in welcher Weise und in welch ungeheuerlichem Umfang es geschieht und wie entsetzlich der Eindruck ist im Volk! Hier in Württemberg spielt sich die Tragödie in Grafeneck auf der Alb ab, wodurch dieser Ort einen ganz schauerlichen Klang bekommen hat. Anfangs wehrte man sich instinktiv dagegen, die Sache zu glauben, oder hielt die Gerüchte zum mindesten für maßlos übertrieben. Mir wurde noch bei unserer letzten Arbeitstagung auf der Gauschule in Stuttgart Mitte Oktober von „gutunterrichteter“ Seite versichert, es handle sich nur um die absoluten Kretinen, und die „Euthanasie“ werde nur in ganz streng geprüften Fällen angewendet. Jetzt ist es ganz unmöglich, diese Version noch irgendeinem Menschen glaubhaft zu machen, und die absolut sicher bezeugten Einzelfälle schießen wie Pilze aus dem Boden.
Was kann ich noch glauben? Wohin wird dieser Weg uns führen und wo wird die Grenze gezogen werden? Es sind ja durchaus nicht nur die hoffnungslos Verblödeten und Umnachteten, die es trifft, sondern, wie es scheint, werden allmählich alle unheilbar Geisteskranken – daneben auch Epileptiker, die geistig gar nicht gestört sind – erfaßt. Darunter befinden sich vielfach Menschen, die am Leben noch Anteil nehmen, ihr bescheidenes Teil Arbeit leisten, die mit ihren Angehörigen in brieflichem Verkehr stehen, Menschen, die, wenn das graue Auto der SS kommt, wissen, wohin es geht und was ihnen bevorsteht. Und die Bauern auf der Alb, die auf dem Felde arbeiten und diese Autos vorbeifahren sehen, wissen auch, wohin sie fahren und sehen Tag und Nacht den Schornstein des Krematoriums rauchen. [...] Genügte es denn nicht, daß man sie sterilisiert hat, und ist es nicht entsetzlich zu denken, daß über diesen allen nun das Damoklesschwert von Grafeneck hängt?“

## Wirkung
In einem Schreiben vom 19. Dezember 1940, das an den zuständigen Stabsleiter Viktor Brack adressiert war, äußerte Heinrich Himmler, es bleibe seines Erachtens „nur übrig, an dieser Stelle die Verwendung der Anstalt einzustellen und allenfalls in einer klugen und vernünftigen Weise aufklärend zu wirken, indem man gerade in der dortigen Gegend Filme über Erb- und Geisteskranke laufen läßt“. Himmler lag mit seiner Anweisung hauptsächlich daran, das öffentliche Interesse an den Euthanasiemaßnahmen zu dämpfen. In einem weiteren Schreiben desselben Datums an Walter Buch schrieb Himmler, es lägen Fehler in der Durchführung vor, wenn „die Angelegenheit“ so publik geworden sei. Er rate dazu, Grafeneck „einschlafen zu lassen“.

## Deutungen
Über Else von Löwis bezüglich ihrer Jugend, auch über ihren weiteren Werdegang nach dem Ende der nationalsozialistischen Herrschaft bis zu ihrem Tod 1961 ist wenig bekannt. Sie war in die nationalsozialistischen Strukturen eingebunden, ihr Mann war 1914 in Flandern gefallen, und sie hatte eine gesellschaftlich hohe Stellung inne.
Alexandra Krohmer, eine Enkelin von Else v. Löwis, beschreibt ihre Großmutter als eine schöngeistige Natur, die Klassiker in der Originalsprache las. Dass Else von Löwis of Menar Anhängerin des Nationalsozialismus war, war innerhalb der Familie umstritten. „Für mich ist es unverständlich, wie ein intelligenter Mensch politisch so fehlgeleitet wurde“, urteilt Alexandra Krohmer heute. Eine „kämpferische Natur“ sei Else von Löwis nicht gewesen. Sie sei sich des Risikos bewusst gewesen und der Brief von daher eher ungewöhnlich. Aber auf Grund ihres Wertesystems habe sie Zivilcourage aufgebracht.
Der Historiker Friedrich Freiherr Hiller von Gaertringen, der den Brief 1964 interpretierte, stellt fest, dass es einem linientreuen Nationalsozialisten den Atem beim Lesen dieser Zeilen verschlagen musste. Zwar billigten manche Nationalsozialisten Kritik aus den eigenen Reihen, damit man auf Grund gemeinsamer Überzeugungen und Ziele Missstände beseitigen und Schaden abwehren konnte. Ungefährlich sei der Brief indes nicht gewesen. Walter Buch versicherte jedoch in seinem Begleitbrief an Reichsminister Heinrich Himmler, die Briefschreiberin hänge „glühend“ an der Bewegung und er bürge für sie „ganz und gar“.
Die Annahme, dass der Brief die Schließung der Euthanasieanstalt Grafeneck bewirkt haben könne, ist eine Vermutung und wird von Ernst Klee zurückgewiesen. Tatsache sei vielmehr, dass Grafeneck seine „Arbeit“ programmgemäß beendet hatte. Das Mordgeschehen in Grafeneck wurde nicht durch Vorgänge von außen vorzeitig beendet. Himmlers Brief an Brack wurde erst 6 Tage nach der letzten Vergasung in Grafeneck geschrieben.